# Babyloniska fångenskapen

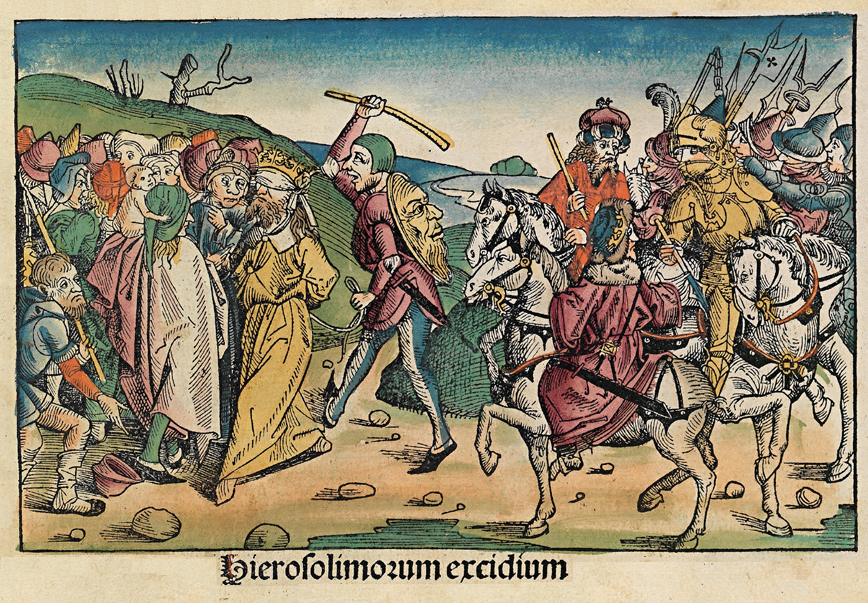
Judarna fördrivs från Jerusalem.

Den babyloniska fångenskapen eller babyloniska exilen, 587–537 f.Kr. räknat från Jerusalems förstörelse till perserkungen Kyros den stores löfte om att de till Babylon bortförda judarna kunde återvända till Jerusalem och landet Juda, skildras i både den judiska Tanakh och i den kristna Bibelns Gamla Testamentet. Den bibliska texten handlar om befolkningen i Juda rikes deportation och av profeterna förutsagda 70-åriga exil i Babylon samt deras återvändande därifrån.

## Historia
Det var eliten och de unga i främst Jerusalem som tvingades tåga till Babylonien, och detta skedde i tre etapper, och det var i samband med den tredje deportationen som babylonierna totalförstörde templet i Jerusalem. Profeten Daniel var bland de första som deporterades (605 f.Kr.), och sju decennier senare erövrade perserna under kung Kyrus II Babylonien. Under det allra första året av sin regeringstid, 537 f.Kr. skrev Kyrus ett dekret i vilket han proklamerade att judarna kunde återvända till Juda och Jerusalem och där återuppbygga sitt tempel, och efter något år befann sig de första återvändarna i Jerusalem för att återställa och bygga nytt. Här fattas ett år för att profetiorna om 70 år ska stämma, men avvikelsen beror på att judarna använde sig av flera kalendrar.
Under kungen Nebukadnessar II:s tid blev Babylon ett mäktigt rike och erövrade Juda 605 f.Kr. Befolkningen deporterades i tre olika omgångar till Babylon, dit det var en lång vandring. Judarna var inte fängslade utan snarare ofrivilliga kolonister som kunde bedriva näringsverksamhet och utöva och bevara sin religion. Framstående judar kunde till och med göra karriär i det babyloniska riket, till exempel Daniel som blev en högt betrodd man vid hovet. Den sista deportationen ägde rum 587–586 f.Kr. då också templet i Jerusalem förstördes.
Efter Nebukadnessar II:s död började Babylon att falla samman. Riket erövrades av perserna 539 f.Kr. och en ny härskare, perserkonungen Kyros II, tog över makten och kungjorde 537 f.Kr. att ättlingarna till dem som deporterats från Juda rike skulle få återvända. Drygt 42 000 judar återvände till Juda, vilket innebar att en betydande majoritet valde att stanna i det toleranta perserriket dit Babylonien nu hörde. På så vis etablerades ett judiskt centrum i Babylon, lika viktigt som det i Jerusalem. De hemvändande judarna återuppbyggde templet i Jerusalem under ledning av Serubbabel och det stod färdigt 516 f.Kr. Det var då inte alls lika imponerande som Salomos tempel hade varit, men spelade ändå en stor roll i nationens religiösa liv. Den babyloniska fångenskapen är skildrad ur olika perspektiv i bland annat Hesekiel, Daniels bok och Jeremia samt Esra och Nehemja.